# Ломниця (притока Білої Орави)
Ломниця (словац. Lomnica) — річка в Словаччині, права притока Білої Орави, протікає в окрузі Наместово .
Довжина приблизно 6.4 км. Витік знаходиться в масиві Оравська Магура (геоморфологічна підодиниця Парач; схил гори Прислопець) — на висоті близько 1090 метрів. Протікає територією села Ломна.
Впадає в Білу Ораву на висоті приблизно 680 метрів.